# 볼라드

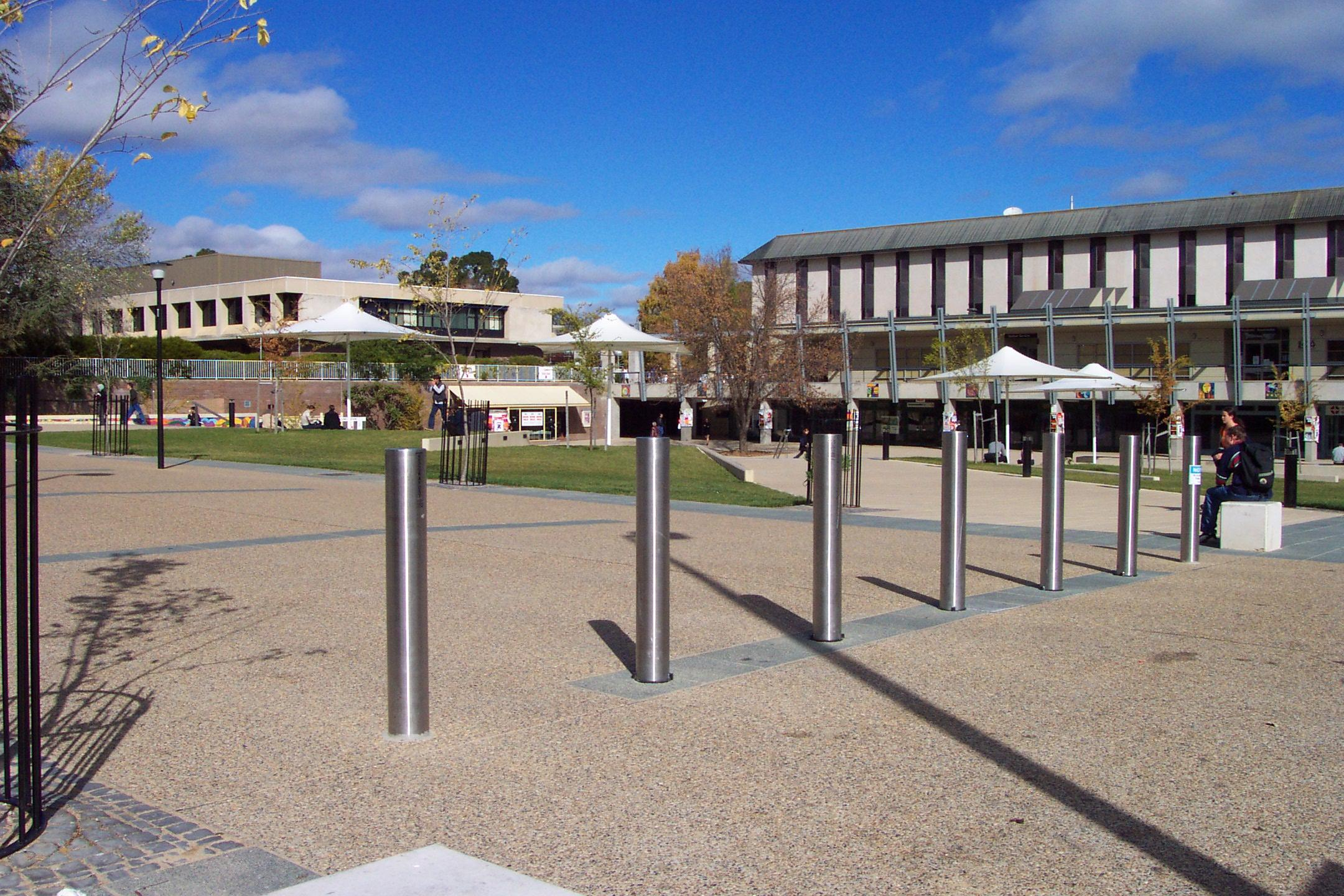
자동차가 인도에 못 들어오도록 하기 위한 볼라드.

볼라드(bollard)는 자동차가 인도(人道)에 진입하는 것을 막기 위해 차도와 인도 경계면에 세워 둔 구조물이다. 또는 부두에 커다란 배들을 묶어 두기 위해 설치한 말뚝 모양 구조물을 일컫기도 한다. 이외에도 통행 주체의 움직임을 제어하기 위해 말뚝형으로 설치한 구조물들을 가리키기도 한다. 단주(短柱)라고도 한다.

## 자동차 통제용

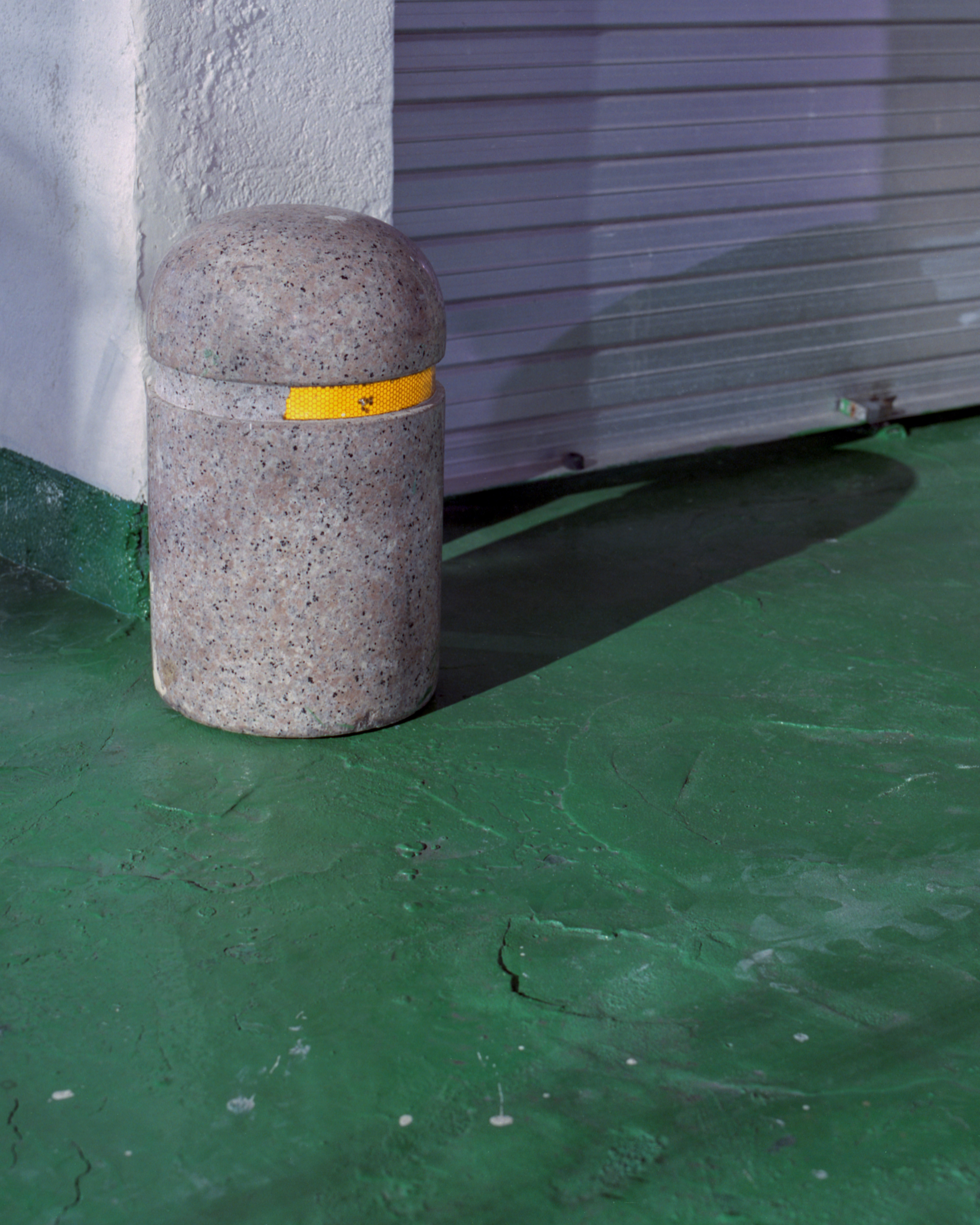
자동차 통제용 볼라드

온라인 어원 사전에 따르면 볼라드의 뜻은 원래 배 정박용이었다가 1948년부터 자동차로부터 행인들을 보호하기 위한 구조물의 개념이 추가되었다고 한다.
볼라드는 보통 말뚝처럼 생긴 경우가 많으나 U자 모양에 금속으로 만든 볼라드도 있다. 볼라드 표면에는 밤에 운전자가 식별 가능하도록 야광띠를 부착하기도 한다.

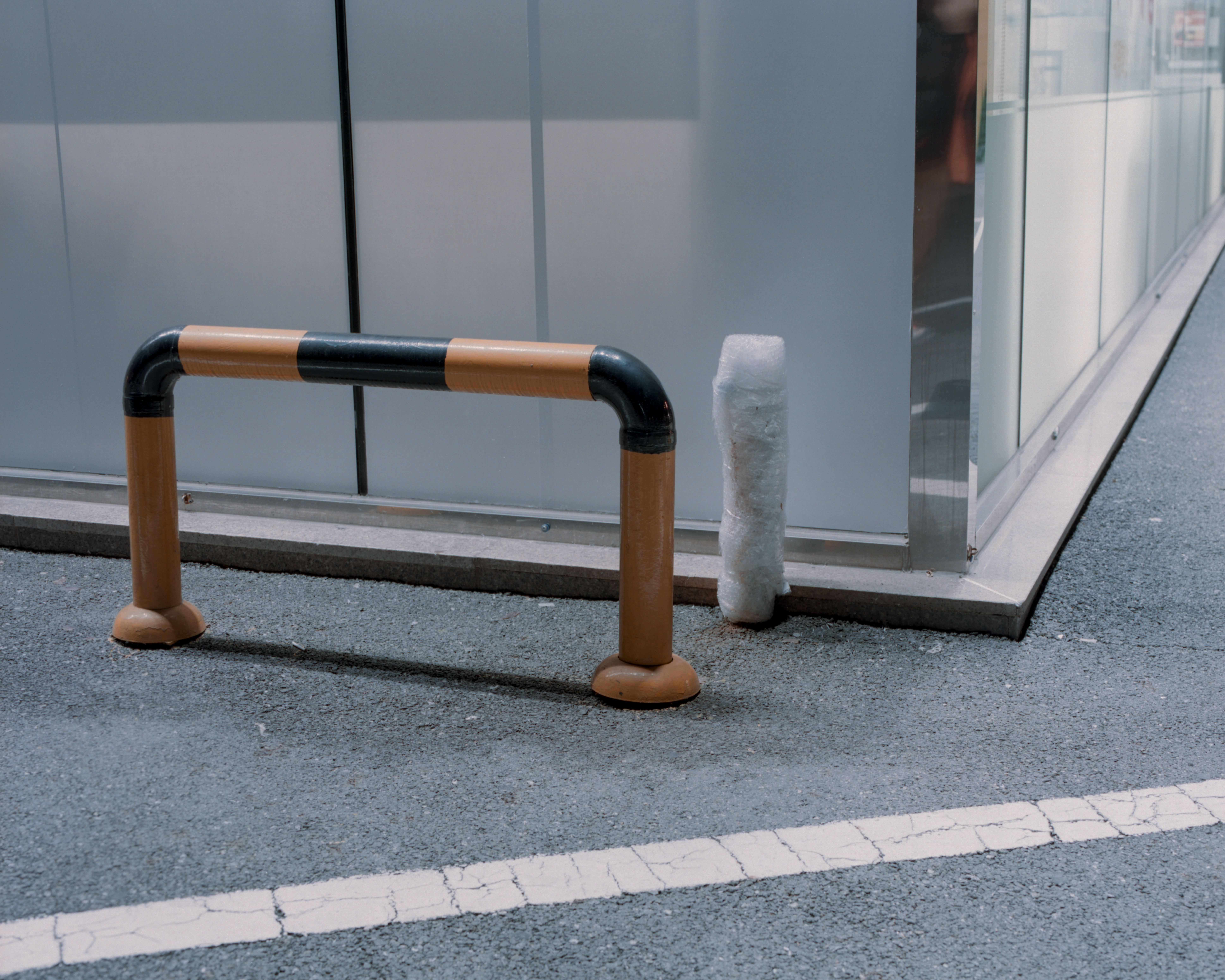
U자 모양의 볼라드

대한민국은 2004년 〈교통약자의이동편의증진법시행규칙〉을 신설, 볼라드의 높이를 80~100 센티미터 내외, 재질은 보행자가 충격을 흡수할 수 있는 재료로 만들어야 하고, 볼라드 전방 30 센티미터에는 시각장애인이 인식 가능한 점자형 블록을 설치해야 한다는 규정을 명시했다. 그러나 2004년 이전에 만들어진 볼라드들은 딱딱한 화강암 등의 탄력성 없는 재료를 사용하거나 크기가 제각각이며, 볼라드에 행인들이 충돌하여 종종 부상을 입기도 한다. 최근에는 표면 색감은 돌이지만 재료로는 탄력있는 플라스틱을 사용한 제품도 출시되고 있다.

## 배 정박용

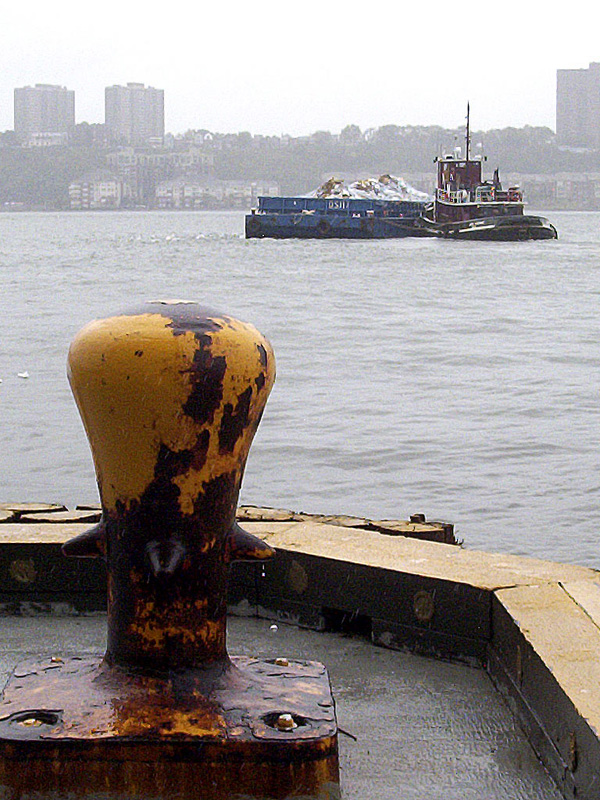
배 정박용 볼라드.

볼라드의 원래 의미는 부두에 배를 밧줄로 묶어두기 위해 설치한 말뚝으로, 주재료는 나무, 철, 돌 등이다. 볼라드는 노르만계 프랑스 이름 Boulard에서 온 단어이다. 정박용 볼라드는 보통 아래는 가늘다가 위로 가면서 굵어지는데 이는 밧줄이 헐거워지면서 위쪽으로 밀려 올라가 풀려 나가는 것을 방지하기 위한 것이다. 볼라드에 수직으로 막대를 붙여 놓은 경우도 있는데, 이는 밧줄을 8자 형태로 묶어 단단히 고정시키기 위한 구조이다.

## 기타 용도
대한민국 지하철의 경우 에스컬레이터에 유모차나 손수레 등의 끌것을 갖고 타지 못하도록 진입구 중간에 볼라드를 세워놓기도 한다.

## 같이 보기
- 자동 번호판 인식
- 보호 난간
- 저지 장벽
- 이정표
- 트래픽 배리어
- 트래픽 콘

## 참고 문헌
1. 1 2 3 4  무용지물 '볼라드', 위험하기만 하네. 2009-07-06 입력, 2009-07-06 확인. 오마이뉴스
2. 1 2  Online Etymology Dictionary. 2009-07-06 확인.
3. ↑  제품 정보: U자형 볼라드. 주식회사 주성테크. 제품 사진. 2009-07-06 확인.